# Superior Donuts
Superior Donuts ist eine US-amerikanische Sitcom, die auf dem gleichnamigen Stück von Tracy Letts basiert. Sie wurde vom 2. Februar 2017 bis zum 14. Mai 2018 beim Sender CBS ausgestrahlt und besteht aus zwei Staffeln mit insgesamt 34 Episoden. Showrunner waren Neil Goldman und Garrett Donovan.
Am 23. März 2017 verlängerte CBS die Serie für eine zweite Staffel, die am 30. Oktober 2017 Premiere hatte. Am 27. November 2017 bestellte CBS weitere acht Folgen und für die zweite Staffel 21 Folgen. Nach zwei Staffeln und 34 Folgen wurde die Sitcom von CBS am 12. Mai 2018 storniert.

## Handlung
Die Serie dreht sich um die Beziehung zwischen dem Donut-Ladenbesitzer Arthur Przybyszewski, seinem neuen jungen Angestellten Franco Wicks und den verschiedenen Kunden des Ladens in Chicagos Stadtteil Uptown. Da der Donut-Laden finanziell zu kämpfen hat, macht Franco dem manchmal widerstrebenden Arthur Vorschläge zur Verbesserung und Modernisierung. Zu den unterstützenden Stammgästen von Superior Donuts gehören die Polizistin Randy, deren verstorbener Vater Arthurs bester Freund war, und Tush, der die Ladentheke als provisorisches Büro nutzt, um eine Vielzahl von Gelegenheitsjobs mit seinem Faxgerät zu überwachen.

## Besetzung
Die Synchronisation der Serie wurde bei der Interopa Film nach einem Dialogbuch und unter der Dialogregie von Christian Schneider erstellt.
| Rolle                            | Darsteller         | Synchronsprecher         |
| -------------------------------- | ------------------ | ------------------------ |
| Arthur Przybyszewski             | Judd Hirsch        | Engelbert von Nordhausen |
| Franco Wicks                     | Jermaine Fowler    | Christian Zeiger         |
| Officer Randy DeLuca             | Katey Sagal        | Traudel Haas             |
| Carl „Tush“ Tushinski            | David Koechner     | Erich Räuker             |
| Fawz Hamadani Farooq Al-Shahrani | Maz Jobrani        | Karim Chamlali           |
| Sweatpants                       | Rell Battle        | Jesco Wirthgen           |
| Maya                             | Anna Baryshnikov   | Lina Rabea Mohr          |
| Officer James Jordan             | Darien Sills-Evans | Gerrit Hamann            |
| Sofia                            | Diane Guerrero     | Maria Hönig              |